# Paradoxe de Liem
Le paradoxe de Liem est la divergence parfois constatée entre le régime alimentaire d'un vertébré et celui auquel sa denture paraît adaptée. Il a été observé pour la première fois par le biologiste américain Karel F. Liem chez un poisson d'eau douce mexicain, Herichthys minckleyi (en).

## Espèces actuelles
Une des variétés de Herichthys minckleyi, un Cichlidé endémique de Cuatro Ciénegas (nord du Mexique), a des dents pharyngiennes plates, qui semblent adaptées à l'écrasement d'objets durs comme des coquilles. Pourtant ces poissons négligent les escargots et consomment essentiellement des aliments tendres.
Les gorilles de la forêt de Bai Hokou (réserve de Dzanga-Sangha, Centrafrique) ont des molaires aiguisées, qui semblent adaptées au broyage de végétaux durs (tiges, feuilles), et un système digestif capable de digérer la cellulose. Pourtant ils recherchent surtout les fruits tendres et sucrés, et l'on observe la même préférence chez les gorilles en captivité.
Les mangabeys à joues blanches du parc de Kibale (sud-est de l'Ouganda) ont des molaires plates et recouvertes d'un émail épais, qui semblent adaptées à la fracturation d'aliments durs et cassants, comme des noix et des graines. Pourtant ils mangent surtout des fruits charnus et des feuilles jeunes.
Une explication possible du paradoxe est que la denture soit adaptée à des conditions difficiles, rares mais cruciales pour la survie de l'espèce. De fait, les gorilles et les mangabeys à joues blanches se rabattent sur des végétaux ou des graines durs quand leurs aliments préférés font défaut.

## Espèces fossiles
L'existence du paradoxe de Liem chez les espèces actuelles amène à se méfier des déductions que l'on fait couramment de la denture des espèces fossiles, concernant leur régime alimentaire. À défaut d'observer les choix alimentaires des vertébrés disparus, on peut mettre à profit les traces d'usure laissées sur leurs dents, ainsi que le rapport isotopique 13C/12C de leur émail dentaire.
- Les traces d'usure sont notamment des stries, des rayures ou des trous microscopiques altérant la surface des dents. Chez les animaux actuels la présence de ces traces, et plus précisément leur forme, leur taille, leur orientation et leur abondance caractérisent bien quels types d'aliments sont consommés le plus fréquemment. Le découpage et le cisaillement d'aliments fermes (herbe, chairs et peaux) entraîne une abrasion des dents et le creusement de longues stries parallèles, dues au frottement mutuel des dents opposées : on les observe aussi bien chez les antilopes que chez les guépards. La fracturation d'objets durs (noix, os) entraîne la formation de petites fosses de différentes tailles et formes : on les observe par exemple chez les mangabeys fulgineux et chez les hyènes.
- La composition isotopique du carbone de l'émail permet de discriminer dans l'alimentation les plantes en C4 (carex et graminées du clade PACMAD, abondantes en savane) des plantes en C3 (les autres plantes, notamment forestières) dont le rapport 13C/12C est plus bas.

Les molaires et les prémolaires des hominines du genre Paranthropus paraissent adaptées au broyage de plantes (ou de parties de plantes) coriaces, voire de fruits à coque pour P. boisei. Dans un premier temps les microtrous des surfaces dentaires de P. robustus ont semblé confirmer cette interprétation, mais une analyse plus systématique a montré que les micro-traces variaient beaucoup d'un individu à l'autre, ce qui implique un régime alimentaire moins spécialisé que celui que la morphologie des dents indiquait. Les micro-traces dentaires sont le plus souvent un ensemble complexe de rayures et de petits cratères, la conséquence d'un régime omnivore. Quant à P. boisei, l'absence de trous n'est pas compatible avec une abondance de noix parmi les aliments, et le rapport 13C/12C indique au contraire une alimentation à base d'herbes tropicales,.
Le paradoxe de Liem affecte aussi le genre Homo. Les surfaces dentaires d'H. habilis sont plus complexes et plus variées que celles de P. boisei (dont il était contemporain), mais un peu moins que celles d'H. erectus (qui lui est postérieur), ce qui indique un régime alimentaire plus diversifié que l'un et un peu moins que l'autre. La denture d'H. neanderthalensis a longtemps laissé penser qu'il se nourrissait essentiellement de viande. Un tel régime est effectivement compatible avec les micro-traces dentaires des néandertaliens qui vivaient dans des steppes ouvertes, mais pas avec les molaires fortement cratérisées de ceux qui habitaient des régions boisées ou mixtes : ces derniers se nourrissaient essentiellement de végétaux durs, cassants et abrasifs. Les traces d'usure des incisives des néandertaliens des plaines, absentes chez ceux des forêts, indiquent par ailleurs qu'ils utilisaient leurs incisives comme outils, peut-être pour travailler les peaux des animaux. Les surfaces dentaires des premiers hommes modernes d'Europe ne montrent pas autant de différences entre ceux des plaines et ceux des forêts, peut-être le signe qu'ils étaient plus capables que les néandertaliens de diversifier leur alimentation dans les mêmes environnements.